# شليفوفيتس

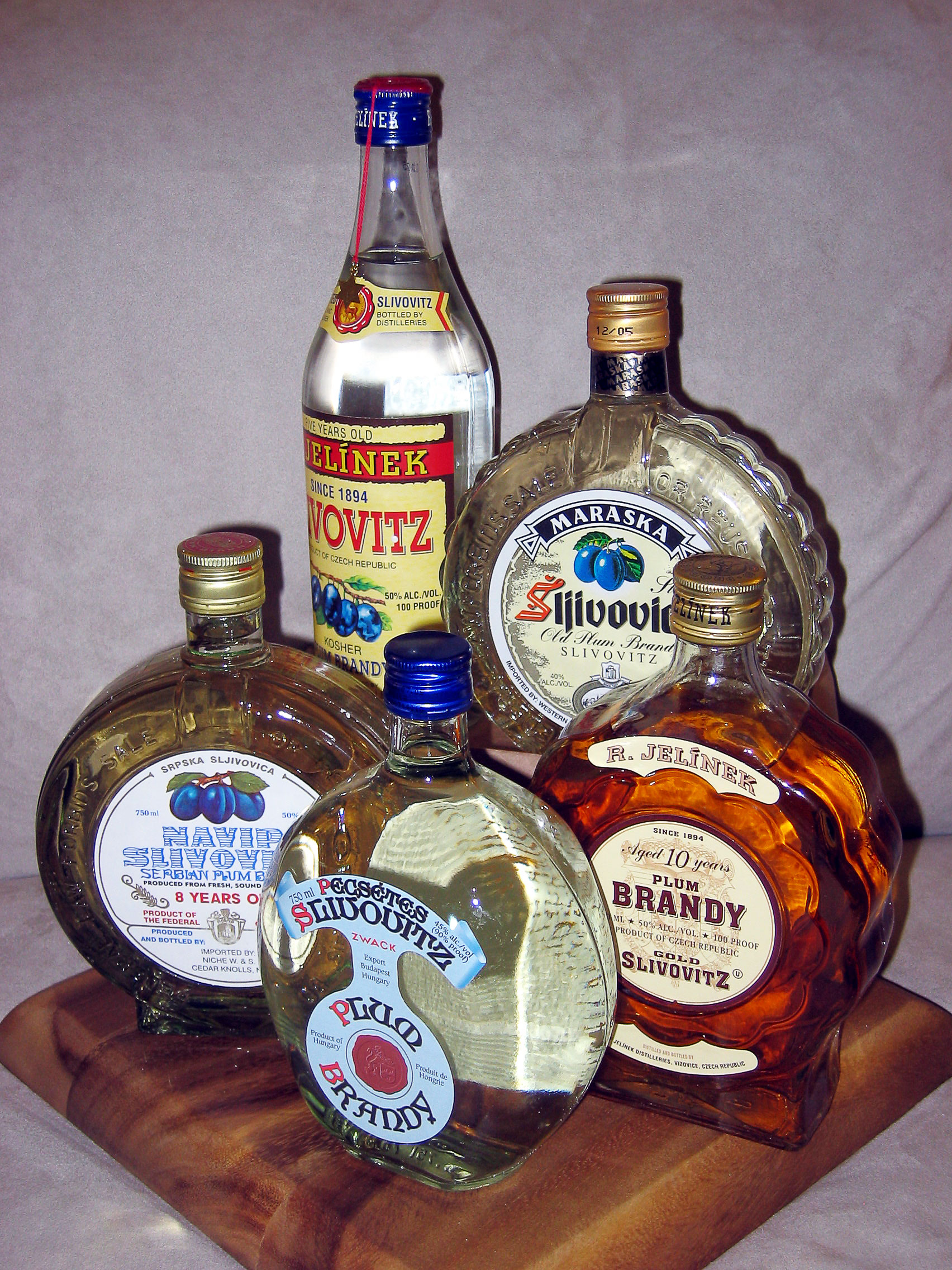
سليفوفيتز من كرواتيا وجمهورية التشيك والمجر وصربيا

سليفوفيتز ، سليفوفيتزا ، سسوفوفيتسا، سليبوفيتش ، سليفيفيتشا ، إليوفيتسا ، سليفوفيتز ، سليفوفيتسا ، سليفوفيتسا أو سليفوفكا هي براندي فواكه مصنوعة من الخوخ،  وغالبًا ما يشار إليها باسم براندي الخوخ (البرقوق) .   يتم إنتاج شليفوفيتس في أوروبا الوسطى والشرقية ، على الصعيدين التجاري والخاص. المنتجون الرئيسيون هم البوسنة والهرسك وبلغاريا وكرواتيا وجمهورية التشيك والمجر وبولندا ورومانيا وصربيا وسلوفاكيا وسلوفينيا . في البلقان ، المقابلة لفئة المشروبات الروحية المقطرة.

## الإنتاج والاستهلاك

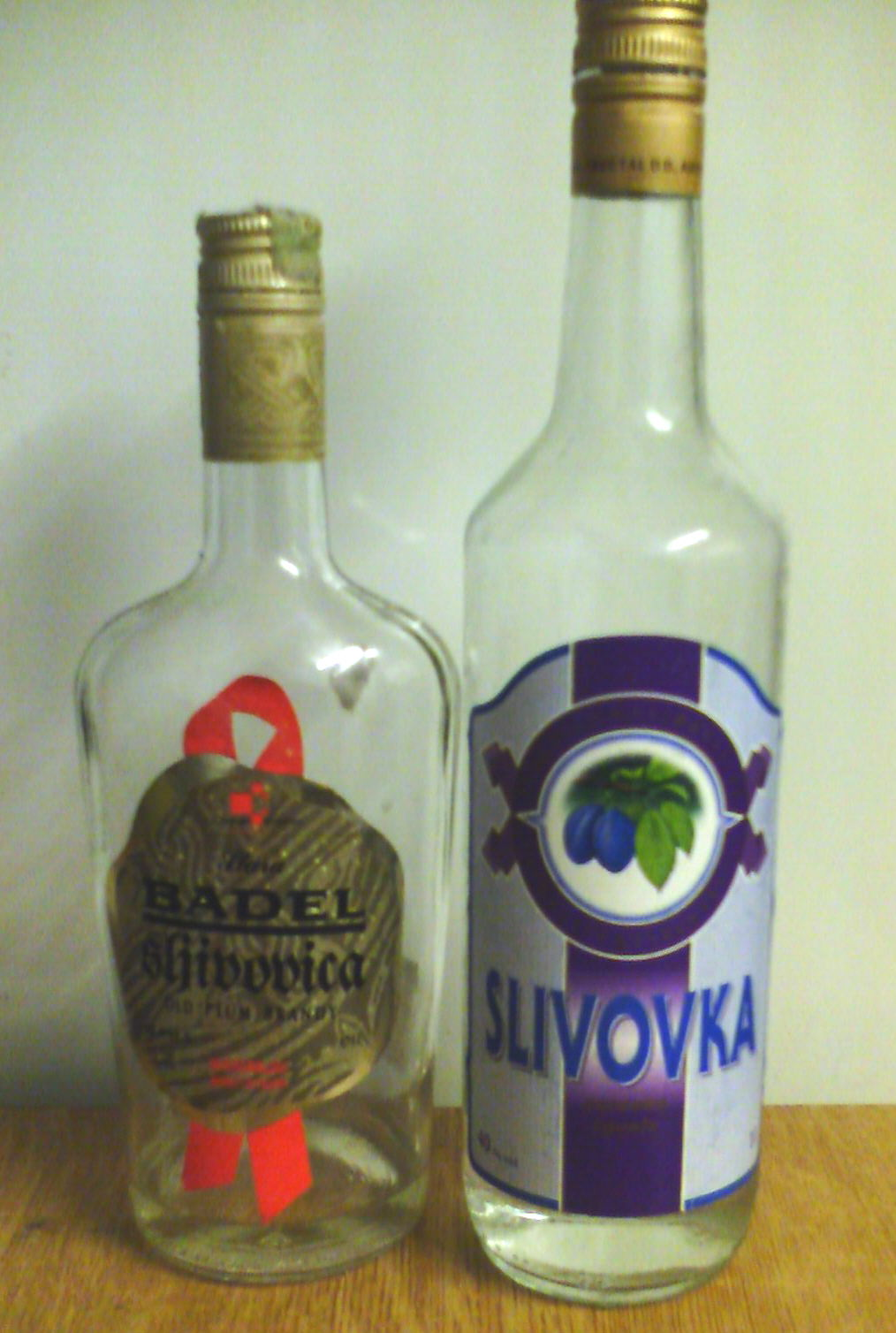
الكرواتية شليفوفيتشا والسلوفينية سليفوفكا ، اسمان مختلفان لنفس المشروب.

المنتجون الرئيسيون هم البوسنة وبلغاريا وكرواتيا وجمهورية التشيك والمجر وبولندا ورومانيا وصربيا وسلوفاكيا .

### أسماء إقليمية
في لغات منها، Slivovitz ( /ˈslɪvəvɪts/ ) كما هو معروف: (بالبلغارية: сливова, сливовица)‏ . (بالتشيكية: slivovice)‏ . (بالهولندية: Slivovits,)‏ (بالألمانية: Sliwowitz, Slibowitz)‏ . (بالمجرية: sligovica)‏ . (بالإيطالية: slivovitz)‏ . (بالمقدونية: сливова)‏ . (بالبولندية: śliwowica)‏ . (بالرومانية: şliboviţă)‏ . (بالروسية: сливовица)‏ . (بالصربوكرواتية: šljivovica)‏ / шљивовица. (بالسلوفاكية: slivovica)‏ . (بالسلوفينية: slivovka)‏ . (بالأوكرانية: слив'янка)‏ . و (باليديشية: שליוואָוויץ)‏ .

## التاريخ، حسب البلد

### صربيا
شليفوفيتسا( (بالصربية: шљивовица)‏ ، تلفظ [ˈʃʎîʋoʋit͜sa] ) هو المشروب الوطني لصربيا إنتج محليا لقرون، والخوخ هو الفاكهة الوطنية.   شليفوفيتسا له تسمية منشأ محمية (PDO). إن منتجات الخوخ ذات أهمية كبيرة للصرب وهي جزء من العادات والتقاليد. في عام 2004 ، تم إنتاج أكثر من 400000 لتر من شليفوفيتسا في صربيا.   في عام 2017 ، كانت صربيا خامس أكبر منتج للخوخ والسلو في العالم. 
يتم استهلاك شليفوفيتسا إما مباشرة من زجاجة دائرية ملفوفة بالجلد، أو يتم تبريده في كوب زجاجي يسمى čokanjčić (صيغة الجمع: čokanjčići ).  توجد أيضًا مدينة في زلاتيبور، تسمى شليفوفيتسا .   تُصوِّر مطبوعة شهيرة في صربيا فلاحًا مرتجلًا يرتدي ubububara (قبعة من الفرو) ، يشرب شليفوفيتسا من زجاجة ملفوفة بالجلد، مع شعار:
""Fuck the Coca, fuck the pizza, all we need is šljivovica" .   
بمعنى تبا للكولا وللبيتزا كلشيى تحتاجه هو شليفوفيتسا.